# Martin XB-68
Le Martin XB-68 (Model 316) est un projet de bombardier tactique supersonique américain développé dans les années 1950. Le projet connaît des problèmes et est annulé par l'USAF en 1957. La désignation est utilisée pour le missile balistique Titan, du même constructeur, qui devient « SM-68 ».